# Tibetmeise

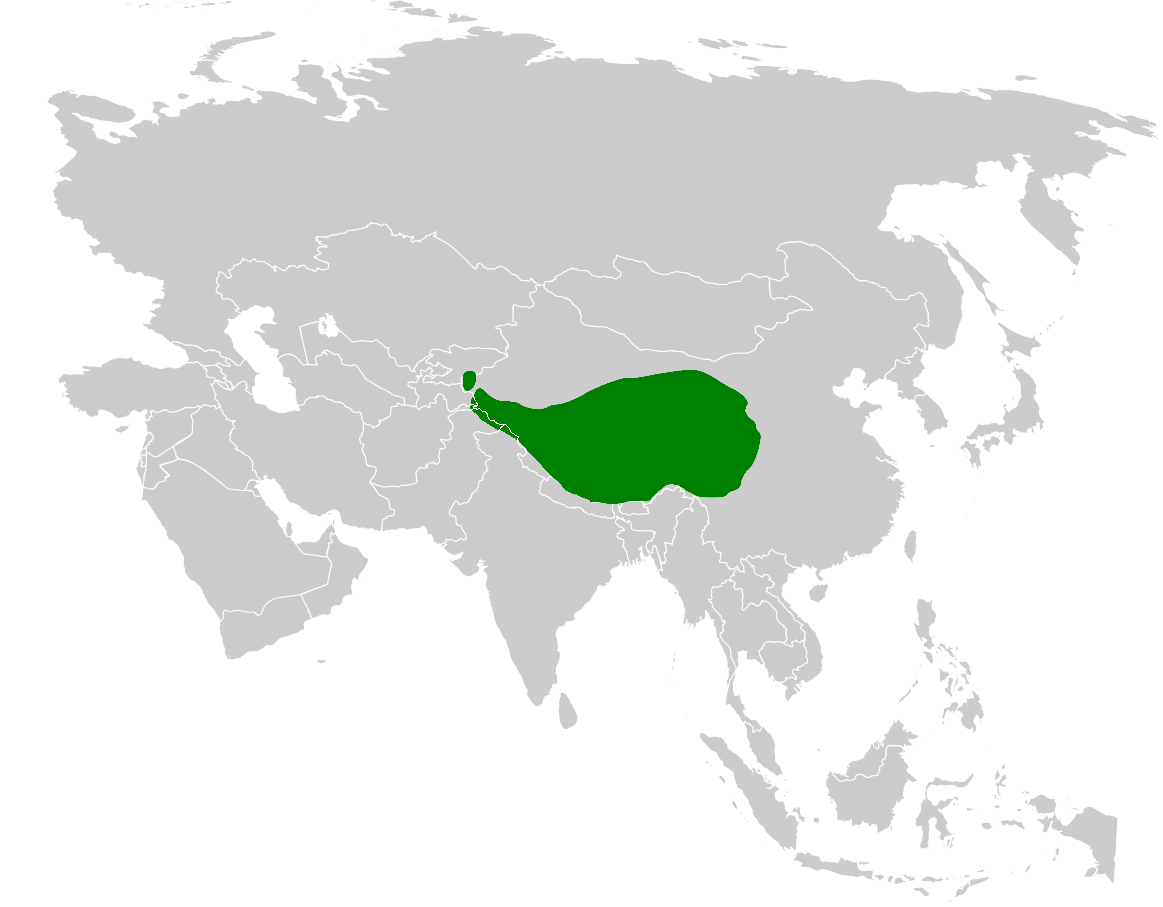
Verbreitungsgebiet der Tibetmeise

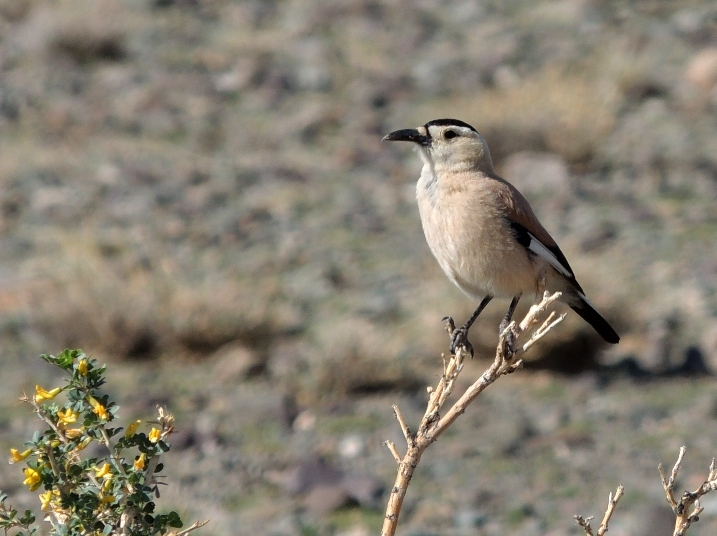
Der ebenfalls in Zentralasien beheimatete Mongolenhäher (Podoces hendersoni). Die Tibetmeise ähnelt in auffälliger Weise den Arten der Gattung Podoces. Dies basiert neueren genetischen Befunden zufolge jedoch nicht auf einer Verwandtschaft, sondern ist auf eine konvergente Entwicklung aufgrund einer Anpassung an ähnliche Lebensumstände zurückzuführen.

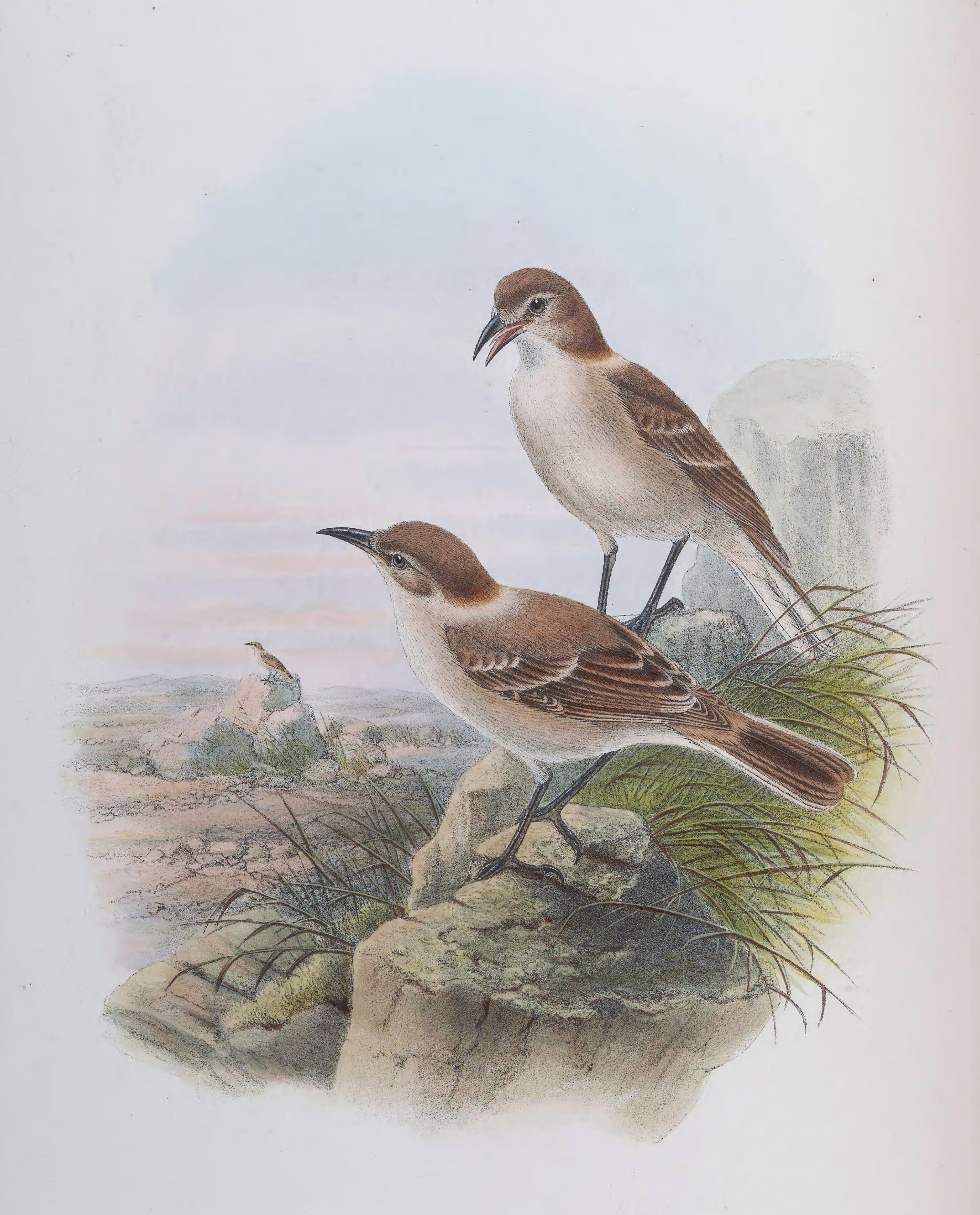
Tibetmeisen, Farblithographie nach einer Zeichnung von John Gould, zwischen 1850 und 1883

Die Tibetmeise (Pseudopodoces humilis), ehemals auch als Höhlenhäher bezeichnet, ist eine Vogelart aus der Familie der Meisen (Paridae), die das Hochland von Tibet besiedelt. Sie wurde lange Zeit zu den Rabenvögeln gestellt, da sie den ebenfalls in Asien beheimateten, bodenlebenden Hähern der Gattung Podoces in Aussehen und Lebensweise augenfällig ähnelt. Osteologische, morphologische und stimmliche Merkmale weisen aber auf eine nahe Verwandtschaft zu den Meisen hin. Dies wird mittlerweile auch durch Untersuchungen der mitochondrialen DNA gestützt. Zeitweise wurde die Art sogar in die Gattung Parus eingegliedert, inzwischen stellt man sie jedoch meist wieder in die monotypische Gattung Pseudopodoces. Der Name (pseudo = falsch, unecht) weist auf die Ähnlichkeit bzw. die früher angenommene Verwandtschaft mit der Gattung Podoces hin.

## Beschreibung
Die Tibetmeise ist mit 19–20 cm etwa starengroß und ist damit neben der Sultansmeise eine der größten Arten der Familie. Das Gewicht liegt zwischen 42,5 und 48,5 g. Die Art hält sich oft aufrecht, ist hochbeinig, wirkt langfedrig oder flauschig und hat einen langen, herabgebogenen, schwarzen Schnabel. Die Geschlechter unterscheiden sich nicht. Die Iris ist braun, die Zügel sind schwärzlich. Die warm gelblich-beige Färbung der Stirn setzt sich auf Wangen und Ohrdecken fort und findet sich auch als Anflug an Kehle, Brustseiten und Flanken; ansonsten ist die Unterseite cremefarben. Die hell graubraune Färbung der Oberseite ist sandfarben überflogen und an Scheitel- und Bürzelseiten etwas aufgehellt. Im Nacken findet sich ein helles Feld, das wie ein Halbkragen wirkt. Die mittleren Steuerfedern sind dunkelbraun, die beiden äußeren Paare weißlich beige. Der Oberflügel ist insgesamt dunkler als die Oberseite, der Daumenfittich schwarz mit weißen Spitzen. Die Handdecken und Schwingen sind dunkelbraun mit breiten beigebraunen Säumen. Beine und Füße sind schwarz. Das Jugendkleid ähnelt dem Adultkleid, ist aber gelblich-brauner mit blasserem Nackenfeld. Der Zügel ist nicht schwarz, die Gesichtspartie fleckig und die Kehle streifig. Der Schnabel ist gerader und kürzer, die Beine heller.

## Stimme
Die Tibetmeise ist wenig stimmfreudig. Der Ruf ist ein weiches, gezogenes tschieep oder ein kürzeres tschipp, das auch noch in weiteren Varianten, Reihen oder regelmäßigen Wiederholungen vorgebracht wird. Der Gesang variiert ebenfalls den Ruf und wird mit einem tschipp eingeleitet, bevor er in eine schnelle, etwas heisere Reihe übergeht und in der Tonhöhe abfällt.

## Verbreitung und Bestand
Das Hauptverbreitungsgebiet der Tibetmeise erstreckt sich vom südwestlichen Xinjiang ostwärts über den Süden und Osten des Hochlands von Tibet bis nach Ningxia und Gansu sowie südwärts ins südliche und südöstliche Autonome Gebiet Tibet, das nordöstliche Yunnan und das westliche Sichuan. Außerdem kommt sie im südöstlichen Ladakh, im nördlichen Nepal und in Sikkim vor.
Die Art ist nicht bedroht und teils regional recht häufig. In Ladakh kommt sie nur spärlich vor. Möglicherweise ist sie hier als Vermehrungsgast einzustufen.

## Lebensweise
Die Höhenverbreitung der Tibetmeise liegt zwischen 3100 und 5500 m. Teilweise ist sie erst ab Höhen von über 4000 m zu finden. Sie bewohnt baumlose, steppenartige Landschaften wie grasbewachsene Ebenen und felsige Hügel mit zerstreuten Gebüschen oberhalb der Baumgrenze. Man findet sie oft auf Yakweiden und in der Nähe von menschlichen Siedlungen oder Klöstern. Über die Ernährung ist wenig bekannt. Vermutlich besteht die Nahrung aus kleinen Insekten und deren Larven und wird am Boden gesucht. Die Art bewegt sich mit langen Sprüngen hüpfend fort und stochert mit dem Schnabel in weicher Erde, in Grassoden, Yakdung und Kadavern herum. Der Flug wirkt unbeholfen flatternd und führt meist nur über kurze Strecken flach über dem Boden. Feinden versucht sie hüpfend zu entkommen. Regelmäßig vergesellschaftet sie sich mit Pfeifhasen.
Die Brutzeit liegt zwischen April und Juli. Zwei Untersuchungen ergaben, dass sich bei etwa einem Viertel der Bruten Helfer beteiligen. Dies sind meistenteils (ein, seltener auch zwei) Männchen, die wohl vorherigen Bruten der jeweiligen Eltern entstammen. Häufig kommt es anscheinend auch zu Fremdkopulationen und Vaterschaften sowohl außerhalb der Gruppe, als auch zwischen einem der Partner des Brutpaares und einem Helfer. Bisweilen schieben Weibchen ihre Eier auch anderen Paaren unter (intraspezifischer Brutparasitismus).
Das Nest besteht hauptsächlich aus Moos, trockenen Pflanzenfasern und Tierhaaren. Es wird in tiefen Erdlöchern oder bis zu 2 m langen Röhren in weichem Boden, kiesigen oder felsigen Wänden errichtet. Sie werden zum Teil selbst gegraben und führen zu einer 20–40 cm tiefen, runden Kammer. Außerhalb der Brutzeit werden sie auch als Schlafplätze angelegt. Angeblich werden auch Baue von Pfeifhasen genutzt. Das Gelege besteht aus 4–9 Eiern, die 14–16 Tage lang bebrütet werden. Die Nestlingszeit beträgt zwischen 18 und 20 Tagen. Auch nach dem Flüggewerden erbetteln die Jungen manchmal noch Futter. Bei einem hohen Prozentsatz der Bruten (92 %) wurde mindestens ein Junges erfolgreich aufgezogen.